# Dasyscias franzi
Dasyscias franzi är en snäckart som beskrevs av F. G. Thompson och Robert Hershler 1991. Dasyscias franzi ingår i släktet Dasyscias och familjen tusensnäckor. Inga underarter finns listade i Catalogue of Life.